# عیسی عبید
عیسی عبید (انگلیسی: Essa Obaid؛ زادهٔ ۱۰ آوریل ۱۹۸۴) ورزشکار فوتبال اهل امارات متحده عربی است.
از باشگاه‌هایی که در آن بازی کرده‌است می‌توان به باشگاه فوتبال الشباب امارات اشاره کرد.
وی همچنین در تیم ملی فوتبال امارات متحده عربی بازی کرده‌است.